# 쌍꼬리부전나비
쌍꼬리부전나비는 나비목 부전나비과의 곤충이다.
날개길이는 13~18mm이다. 날개 앞면은 흑갈색으로 수컷은 보라색 광택을 띤다. 뒷날개의 후각은 주황색으로 검은 점이 속에 있고 2개의 미상돌기가 있다. 뒷면은 담황색에 검정 줄무늬이지만 점무늬의 줄이 있어서 아름답다. 6~8월에 나타나고, 나뭇잎 위에 잘 앉으며 화초에도 온다. 개망초 등의 꽃에서 꿀을 빤다. 유충은 마쓰무라꼬리치레개미가 소나무밭 등에서 집으로 운반해 자라며 월동후 가까이에 있는 나무껍질 등에서 번데기가 된다. 한국, 일본, 중국 서부에 분포한다.  한국에서는 멸종위기 야생생물 Ⅱ급으로 지정되어 보호받고 있다.